# Erannis fumipennaria
Erannis fumipennaria är en fjärilsart som beskrevs av Hellweger 1906. Erannis fumipennaria ingår i släktet Erannis och familjen mätare. Inga underarter finns listade i Catalogue of Life.